# 普兰达拉·达萨

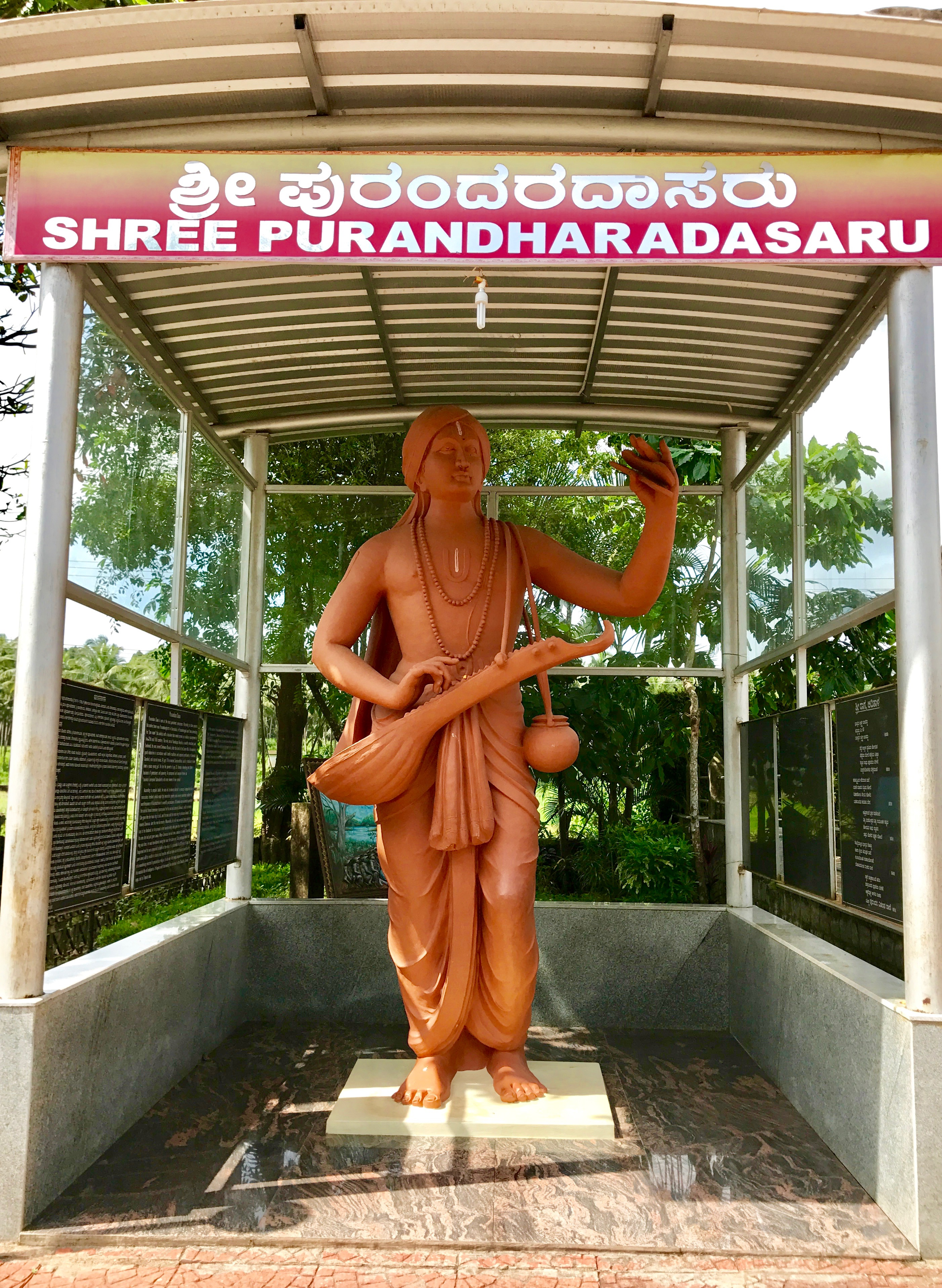
普蘭達拉·達薩的雕像

普兰达拉·达萨（ 约1470年 –约1564 年）是一位印度卡纳塔克作曲家、歌手。 他是卡納提克音樂奠基人之一。  他本人也是卡纳塔克的一位富商，经营金、银和其他各种珠宝。 他音乐作品大部分是用卡纳达语創作的，但也有一些是用梵语創作的。